# Волосово
Во́лосово — город (с 1999 года) в России, административный центр Волосовского городского поселения и Волосовского муниципального района Ленинградской области. Расположен в центральной части района в 85 км к юго-западу от Санкт-Петербурга. Главная улица города — проспект Вингиссара.

## Название города
Название Волосово, как полагают некоторые исследователи, произошло от находившегося здесь в языческий период капища (мольбища) бога ильменских славян — Волоса (или Велеса) — покровителя скотоводства.

## История
На карте Ингерманландии А. И. Бергенгейма, составленной по материалам 1676 года, упомянута деревня Wolosowa.
Как Волосва она упоминается на «Географическом чертеже Ижорской земли» Адриана Шонбека 1705 года

ВОЛОСОВО — деревня принадлежит тайной советнице Пейкер, число жителей по ревизии: 43 м. п., 44 ж. п. (1838 год)

Согласно карте Ф. Ф. Шуберта в 1844 году деревня Волосова насчитывала 21 двор.
На этнографической карте Санкт-Петербургской губернии П. И. Кёппена 1849 года, упомянута как деревня «Wolossowa», населённая ингерманландцами-савакотами.
В пояснительном тексте к этнографической карте, указано количество проживающих в ней ингерманландцев на 1848 год: 20 м. п., 19 ж. п., всего 39 человек.

ВОЛОСОВО — деревня Барона Врангеля, по просёлочной дороге, число дворов — 13, число душ — 31 м. п. (1856 год)

Согласно «Топографической карте частей Санкт-Петербургской и Выборгской губерний» в 1860 году деревня Волосово насчитывала 22 крестьянских двора.

ВОЛОСОВО — деревня владельческая при ключах, по Самрянской дороге по левую сторону, в 59 верстах от Петергофа, число дворов — 7, число жителей: 12 м. п., 20 ж. п. (1862 год)
В 1870 году была построена железная дорога Санкт-Петербург — Ревель, на которой появилась станция Волосово.
В 1872—1873 годах временнообязанные крестьяне деревни выкупили свои земельные наделы у Е. Е. Врангель и стали собственниками земли.
- Деревня и станция Волосово на карте 1885 года

В 1885 году, согласно карте окрестностей Петербурга, деревня Волосово насчитывала 23 двора. Сборник же Центрального статистического комитета описывал деревню так:

ВОЛОСОВА — деревня бывшая владельческая, дворов — 21, жителей — 107; лавка, постоялый двор, ветряная мельница, почтовая станция, станция ж.д. (1885 год).

В конце XIX века к северу от деревни Волосово начал строиться дачный посёлок. В конце XIX — начале XX века Волосово административно относилось к Губаницкой волости 1-го стана Петергофского уезда Санкт-Петербургской губернии.
К 1913 году количество дворов в деревне Волосово уменьшилось до 19.
С 1917 по 1923 год деревня и посёлок Волосово входили в состав Волосовского сельсовета Губаницкой волости Петергофского уезда.
С 1923 года — в составе Гатчинского уезда.
Согласно переписи населения СССР 1926 года население посёлка Волосово Волосовского сельсовета Губаницкой волости Троцкого уезда составляло 596 человек, в основном русские и эстонцы, а также татары, белорусы, латыши, поляки, финны, евреи и китайцы. Население деревни Волосово составляло 204 человека, в основном русские, также немцы, финны, латыши, эстонцы и белорусы.
С февраля 1927 года они находились в составе Венгиссаровской волости, с августа 1927 года — в составе Волосовского района, причём посёлок Волосово — в статусе районного центра.
- План деревни и посёлка Волосово. 1930 год

Согласно топографической карте РККА 1930 года деревня Волосово также насчитывала 19 дворов. В посёлке Волосово находились почта, церковь и железнодорожная станция. В мае 1930 года посёлок Волосово получил статус дачного посёлка.
По данным 1933 года дачный посёлок Волосово, помимо райцентра, являлся также административным центром Волосовского сельсовета Волосовского района, в который входили 15 населённых пунктов: деревни Будино, Волосово, Горье, Захонье, Лагоново, Рогатино, Ржевка, Слободка, Соколовка, Сумино, Череповицы, Верхние Череповицы, Нижние Череповицы, село Ославье и сам дачный посёлок Волосово, общей численностью населения 1884 человека.
По данным 1936 года в состав Волосовского сельсовета входили 17 населённых пунктов, 483 хозяйства и 7 колхозов.
В июле 1937 года дачный посёлок Волосово получил статус рабочего посёлка.
C 1 августа 1941 года по 31 января 1944 года деревня и рабочий посёлок Волосово находились в оккупации.
С 1 февраля 1963 года они были включены в состав Кингисеппского района.
С 1 января 1965 года — вновь в составе Волосовского района. В 1965 году население деревни Волосово составляло 246 человек.
Смежная с посёлком Волосово деревня Волосово учитывалась областными административными данными как центр Волосовского сельсовета Волосовского района в 1966 и 1973 годах. Затем упразднена и согласно данным 1990 года деревня Волосово в составе Волосовского района не зарегистрирована.
30 марта 1999 года Законодательным собранием Ленинградской области принят областной закон № 28-оз «Об отнесении городского поселения Волосово Волосовского района к категории городов районного подчинения». 14 апреля 1999 года он был подписан исполняющим обязанности губернатора Ленинградской области Валерием Павловичем Сердюковым. 20 апреля 1999 года закон был опубликован в № 43 газеты «Вести» и вступил в силу. Так посёлок Волосово получил статус города.
В ходе реформы местного самоуправления образовано муниципальное образование Волосовское городское поселение Волосовского муниципального района, город Волосово стал его административным центром.
В 2025 году стало известно, что основной железнодорожный переезд Волосова — в створе улиц Хрустицкого и Нарвской западнее станции Волосово — заменят путепроводом, который построят ближе к деревне Рогатино

## Физико-географическая характеристика
Город расположен в центральной части Волосовского района.
Волосовское городское поселение граничит:
- на севере — с Клопицким сельским поселением
- на востоке — с Калитинским сельским поселением
- на юге — с Рабитицким сельским поселением
- на западе — с Терпилицким сельским поселением

Расстояние до Санкт-Петербурга — 85 км.

### Климат
| Показатель              | Янв. | Фев. | Март | Апр. | Май  | Июнь | Июль | Авг. | Сен. | Окт. | Нояб. | Дек. | Год |
| ----------------------- | ---- | ---- | ---- | ---- | ---- | ---- | ---- | ---- | ---- | ---- | ----- | ---- | --- |
| Средняя температура, °C | −6,2 | −6,5 | −2,6 | 4,3  | 10,4 | 14,4 | 17,2 | 15,4 | 10,3 | 4,7  | −0,5  | −4   | 4,8 |
| Норма осадков, мм       | 52   | 38   | 34   | 37   | 46   | 70   | 74   | 85   | 62   | 74   | 59    | 62   | 691 |
| Источник:               |      |      |      |      |      |      |      |      |      |      |       |      |     |

## Население
| 1862    | 1935    | 1939    | 1945    | 1949    | 1959    | 1970    | 1979    | 1989    | 1996    | 1997    | 2000    |
| ------- | ------- | ------- | ------- | ------- | ------- | ------- | ------- | ------- | ------- | ------- | ------- |
| 32      | ↗2300   | ↗3588   | ↘2200   | ↗3751   | ↗5641   | ↗7022   | ↗7256   | ↗10 250 | ↗11 500 | ↘11 200 | →11 200 |
| 2001    | 2002    | 2006    | 2007    | 2008    | 2009    | 2010    | 2012    | 2013    | 2014    | 2015    | 2016    |
| →11 200 | ↗11 660 | ↘11 500 | →11 500 | ↘11 400 | ↘11 354 | ↗12 161 | ↘12 110 | ↗12 227 | ↘12 179 | ↗12 212 | ↘12 187 |
| 2017    | 2018    | 2019    | 2020    | 2021    | 2023    | 2024    | 2025    |         |         |         |         |
| ↘12 148 | ↘11 987 | ↘11 909 | ↘11 828 | ↗11 931 | ↘11 647 | ↘11 433 | ↘11 293 |         |         |         |         |

На 1 января 2025 года по численности населения город находился на 878-м месте из 1124 городов Российской Федерации.
Национальный состав
| Национальности | 1939  | 1939 | 2002  | 2002 |
| Национальности | число | %    | число | %    |
| -------------- | ----- | ---- | ----- | ---- |
| Всего          | 3588  | 100  | 11660 | 100  |
| русские        | 2684  | 74,8 | 10625 | 91,1 |
| украинцы       | 89    | 2,5  | 264   | 2,3  |
| белорусы       | 12    | 0,3  | 160   | 1,4  |
| финны          | 131   | 3,7  | 106   | 0,9  |
| татары         | 120   | 3,3  | 76    | 0,7  |
| эстонцы        | 463   | 12,9 | 49    | 0,4  |
| другие         | 89    | 2,5  | 380   | 3,3  |

По итогам переписи населения 2020 года проживали следующие национальности (национальности менее 0,1 % и другое, см. в сноске к строке «Другие»):
| Национальность | Численность, чел. | Доля     |
| -------------- | ----------------- | -------- |
| Русские        | 11 068            | 92,77 %  |
| Армяне         | 126               | 1,06 %   |
| Украинцы       | 101               | 0,85 %   |
| Белорусы       | 54                | 0,45 %   |
| Азербайджанцы  | 53                | 0,44 %   |
| Узбеки         | 52                | 0,44 %   |
| Татары         | 50                | 0,42 %   |
| Таджики        | 49                | 0,41 %   |
| Финны          | 21                | 0,18 %   |
| Чеченцы        | 21                | 0,18 %   |
| Эстонцы        | 14                | 0,12 %   |
| Другие         | 322               | 2,68 %   |
| Итого          | 11 931            | 100,00 % |

## Экономика
В городе расположены комбикормовый (д. Захонье), леспромхоз, инкубаторно-птицеводческая станция, строительная компания «Стройград», склад компании «ВЕГА», кондитерская фабрика «Ленинградская», предприятие по вывозу и захоронению отходов ООО «Профспецтранс» и другие организации.

## Транспорт
По территории города проходят автодороги:
- 41А-002 (Гатчина — Ополье)
- 41К-013 (Жабино — Вересть)
- 41К-014 (Волосово — Гомонтово)

По территории поселения проходит железная дорога Гатчина — Ивангород, на которой расположена станция Волосово.
Автостанция, расположенная на проспекте Вингиссара, обеспечивает автобусное сообщение по Волосовскому району, а также в Санкт-Петербург, Кингисепп и Гатчину.
| №   | Конечная остановка 1       | Конечная остановка 2         | Перевозчик                    | Примечания                                                              |
| --- | -------------------------- | ---------------------------- | ----------------------------- | ----------------------------------------------------------------------- |
| 30  | Волосово, автостанция      | Волосово, автостанция        | ИП Будзинский Ю. В.           | Кольцевой, через Терпилицы и Большую Вруду, в обратном направлении — 42 |
| 32  | Волосово, автостанция      | Горки                        | ИП Будзинский Ю. В.           |                                                                         |
| 32а | Волосово, автостанция      | Торосово                     | ИП Будзинский Ю. В.           |                                                                         |
| 32б | Волосово, автостанция      | Волгово                      | ИП Будзинский Ю. В.           |                                                                         |
| 33  | Волосово, автостанция      | Кирово                       | ООО «Волосово-Межрегионтранс» |                                                                         |
| 33а | Волосово, автостанция      | Бегуницы                     | ООО «Волосово-Межрегионтранс» |                                                                         |
| 34  | Волосово, автостанция      | Извара                       | ИП Будзинский Ю. В.           |                                                                         |
| 34а | Волосово, автостанция      | Реполка                      | ИП Будзинский Ю. В.           |                                                                         |
| 36  | Волосово, автостанция      | Сельцо                       | ООО «Волосово-Межрегионтранс» |                                                                         |
| 37  | Волосово, автостанция      | Загорицы                     | ООО «Волосово-Межрегионтранс» | По будням                                                               |
| 37а | Волосово, автостанция      | Ущевицы                      | ООО «Волосово-Межрегионтранс» |                                                                         |
| 38  | Волосово, автостанция      | Сумино                       | ООО «Волосово-Межрегионтранс» |                                                                         |
| 39  | Волосово, автостанция      | Глумицы                      | ООО «Волосово-Межрегионтранс» | С заездом в Кикерино                                                    |
| 39а | Волосово, автостанция      | Калитино                     | ООО «Волосово-Межрегионтранс» | С заездом в Кикерино                                                    |
| 41  | Волосово, автостанция      | Беседа                       | ООО «Волосово-Межрегионтранс» |                                                                         |
| 42  | Волосово, автостанция      | Волосово, автостанция        | ИП Будзинский Ю. В.           | Кольцевой, через Большую Вруду и Терпилицы, в обратном направлении — 30 |
| 44а | Волосово, автостанция      | Большая Вруда                | ИП Будзинский Ю. В.           |                                                                         |
| 45  | Волосово, автостанция      | Княжево                      | ИП Будзинский Ю. В.           | По пятницам                                                             |
| 46  | Волосово, автостанция      | Калитино                     | ООО «Волосово-Межрегионтранс» |                                                                         |
| 48  | Волосово, автостанция      | Большой Сабск                | ИП Будзинский Ю. В.           | Кроме вторника и четверга                                               |
| 48а | Волосово, автостанция      | Большой Сабск                | ИП Будзинский Ю. В.           | По вторникам и четвергам, с заездом в Хотнежу и Лемовжу                 |
| 524 | Гатчина, Варшавский вокзал | Волосово, автостанция        | ООО «Транс-Балт»              |                                                                         |
| 655 | Волосово, автостанция      | Автово                       | ИП Будзинский Ю. В.           |                                                                         |
| 737 | Волосово, автостанция      | Кингисепп, площадь Николаева | ИП Будзинский Ю. В.           |                                                                         |
| 888 | Извара                     | Балтийская                   | ООО «Сланцы-ПАП»              |                                                                         |

## Галерея
- Герб Волосова до 2007 года
- Церковь святого благоверного князя Александра Невского, 2007 год
- Продуктовый магазин на проспекте Вингиссара, 2007 год
- Водонапорная башня на станции Волосово, 2008 год
- ПАЗ-320412-05 ООО "Волосово-Межрегионтранс" на проспекте Вингиссара, маршрут № 38, 2024 год

## Местное самоуправление
Волосово является муниципальным образованием — городским поселением в составе Волосовского муниципального района. В состав поселения входит также деревня Лагоново. Местное самоуправление в поселении осуществляется на основании устава.
Представительная власть в поселении осуществляется советом депутатов, избираемых жителями поселения. Совет депутатов возглавляет глава поселения, выбираемый депутатами из своего состава. Главой Волосовского городского поселения является Сергей Александрович Фролов.
Исполнительная власть в поселении осуществляется администрацией, её глава назначается Советом депутатов из числа кандидатов, отобранных специальной конкурсной комиссией. Главой администрации является Александр Петрович Дмитравцов.

## Достопримечательности
- Площадь перед городским досуговым центром «Родник»
- Водонапорная башня
- Храм в честь святого благоверного князя Александра Невского
- Историко-краеведческий музей

## Известные уроженцы
- Адамсон (Саннамеес), Мари Андреевна (1908—2000) — народный художник Эстонии, профессор[58]
- Молчанов, Павел Александрович (1893—1941) — метеоролог, изобретатель первого в мире радиозонда, репрессирован.